# Джерело Чоргів
Джерело Чоргів — природне жерло підземних мінеральних вод, яке знаходиться у селищі Велика Копаня, що на Закарпатті. Джерело знаходиться у західній частині села на трасі обласного сполучення, неподалік від міста Виноградово.

## Загальна характеристика
Серед усіх видів джерел, що є на території Закарпаття (гейзерні, прісні, мінералізовані, солоні, термальні, холодні), джерело Чоргів відноситься до системи прісних джерел мінеральної води. Природна само виливна вода джерела Чоргів представляє собою прозору, безбарвну, м'яку (жорсткість 0.55 мг-екв/дм куб.), без запаху, приємну на смак рідину. Серед макроелементів найбільший вміст припадає на іони кальцію(6.43 мг/л). У відносно меншій концентрації у воді присутні іони магнію. Катіони лужних металів — натрій і калій представлені відносно незначними концентраціями. Серед аніонів у воді домінують гідрокарбонати, у відносно значимій концентрації представлений кремній, тоді як сульфати, хлориди і нітрати представлені значно меншими концентраціями.
У воді присутні такі важливі для організму людини мікроелементи як цинк, залізо, марганець. У відносно нижчих концентраціях у воді присутні нікель, мідь, хром, молібден. Із перехідних елементів виявлені титан, цирконій, ванадій. Вода характеризується слабою кислотністю.
За дослідженнями вчених, ця вода є найчистішою на території України. Згідно з всеукраїнським рівнем забрудненості води, вода з джерела Чоргів є чистішою за норму у 22 рази. Також у складі води присутні рідкісні хімічні елементи.
Вода, яка витікає з жерла, є відомою своїми цілющими здібностями та чистотою. Ще з часів заснування селища, цим джерелом користувалися купці та мандрівники, а його води були розповсюдженими по всій території Закарпаття.

## Феномен джерела Чоргів
Велика Копаня на Виноградівщині відома всій Україні насамперед тим, що тут — рекордна для українського села кількість близнюків та двійнят. Місцеві жителі кажуть — причина у воді з джерела Чоргів, яка не псується і не залишає осаду. Майже так само, як і водохрещенська.
Найцікавішим феноменом Джерела Чоргів — масове народження близнюків та двійнят. У селищі Велика Копаня, на 3650 населення аж 56 пар таких дітей. Подібної статистики немає в жодному населеному пункті України. Для прикладу, в середньому, в світі тільки одна з кожних 83 вагітностей завершується близнятами.
Селище Велика Копаня занесене до Книги рекордів України. Перешкодою до занесення селища до Книги рекордів Гіннеса є Індійське село Кандаллур, у якому проживають 72 пари близнят.

## Джерело Чоргів на українському телебаченні
У 2009 році у селищі проводилися зйомки телепередачі «Битва екстрасенсів». Їхнє завдання полягало у визначенні унікальності цього села. Експерти з цим завданням впоралися відмінно, окремі з них назвали причину такого феномену саме воду.
Більш конкретизувати цю теорію вдалося науковцям, котрі визначали склад води. Вони з'ясували, що до складу води входить рідкісний елемент селен, який впливає на статеву систему чоловіків та жінок.

## Список використаних джерел
1. Vtsumi H., Kiyohige K., Mitade C. Mutagenicity
and cytotoxicity of tap and raw water and their
potential risk. Environ. Health Perspectives. 1992,
26(12), 247—254.
2. Быстрых В. В. Гигиеническая оценка влияния
питьевой воды на здоровье населения. Гигиена и
санитария.1998, 6, 20-22.
3. Справочник по космической биологии и
медицине (Под ред. А. И. Бурназяна, О. Г. Газенко). М.: Медицина, 1983. C. 352.
4. Гігієнічні вимоги до питної води, призначеної
для споживання людиною: ДСанПін 2.2.4-171-10.
Затв. Наказом МОЗ № 400 (12.05.2010).
5. Пересічний М., Федорова Д. Електроактивована
вода у харчуванні людини. Товари і ринки. 2013